# Sargocentron seychellense
Sargocentron seychellense là một loài cá biển thuộc chi Sargocentron trong họ Cá sơn đá. Loài này được mô tả lần đầu tiên vào năm 1963.

## Từ nguyên
Từ định danh được đặt theo tên gọi của đảo quốc Seychelles, nơi mà mẫu định danh của loài cá này được thu thập (–ensis: hậu tố chỉ nơi chốn).

## Phân bố và môi trường sống
S. seychellense có phân bố tập trung ở Tây Ấn Độ Dương, từ quần đảo Khuriya Muriya (Oman) và đảo Socotra (Yemen), trừ bờ biển Đông Phi, trải dài về phía nam đến Madagascar và các đảo quốc xung quanh, gồm cả bãi cạn Cargados Carajos, xa về phía đông đến quần đảo Chagos.
S. seychellense sống trên các rạn san hô và bờ đá, thường thấy gần các cụm san hô nhánh, độ sâu đến ít nhất là 6 m.

## Mô tả
Chiều dài cơ thể lớn nhất được ghi nhận ở S. seychellense là 27 cm. Thân có các sọc đỏ nâu và trắng bạc xen kẽ. Gai vây lưng gần như trắng toàn bộ, chóp màng màu vàng; gốc vây màu đỏ ngoại trừ phần gốc của hai màng đầu tiên có màu trắng. Vây bụng màu vàng, các vây còn lại vàng nhạt hơn.
Số gai ở vây lưng: 11; Số tia vây ở vây lưng: 12–13; Số gai ở vây hậu môn: 4; Số tia vây ở vây hậu môn: 8–10; Số tia vây ở vây ngực: 13–15; Số vảy đường bên: 35–39.